# Гавриїл (лінійний корабель, 1839)
«Гавриїл» (рос. дореф. «Гаврiилъ») — 84-гарматний вітрильний лінійний корабель типу «Султан Махмуд» Чорноморського флоту Російської імперії.

## Опис
Один із восьми вітрильних 84-гарматних лінійних кораблів типу «Султан Махмуд», що будувалися в Миколаєві з 1836 по 1845 рік. Прототипом серії послужив корабель «Силістрія». Кругла корма цих кораблів підвищувала міцність корпусу, в його наборі використовували металеві деталі, а прядив'яні канати замінили на якір-ланцюги. Водотоннажність корабля становила 3790 тонн, довжина між перпендикулярами — 60,15 метрів, ширина — 16 метрів, осадка — 7,21 метрів.
Озброєння корабля в різні роки становило різну кількість гармат. Так, спочатку озброєння «Гавриїла» складалося з двадцяти шести 36-фунтових довгоствольних гармат і чотирьох 1-пудових єдинорогів на нижній палубі. На верхній палубі розміщувалися тридцять дві 36-фунтові корткоствольні гармати. Ще вісім 18-фунтових довгоствольних гармат, чотирнадцять 36-фунтових, одна 24-фунтова, дві 12-фунтові і дві 8-фунтові карронади знаходилися на баці і чвертьпалубі.
У 1853 році озброєння дещо змінилося: кількість 36-фунтових довгоствольних гармат на нижній палубі зменшилося до двадцяти шести одиниць, а на баці і чвертьпалубі залишили тільки вісім 18-фунтових довгоствольних гармат і чотирнадцять 36-фунтових карронад. Станом на 1854 рік озброєння корабля складалося з двадцяти шести 36-фунтових довгоствольних гармат і чотирьох єдинорогів на нижній палубі, тридцяти двох 36-футових короткоствольних гармат на верхній палубі, двадцяти 36-футових карронад і восьми 18-футових гармат на баці і чвертьпалубі, а також шістьох 18-футових короткоствольних гармат на кормі. Екіпаж корабля складав 750 осіб.
Корабель названо на честь одного з восьми християнських архангелів Гавриїла. «Гавриїл» став останнім із чотирьох вітрильних лінійних кораблів російського флоту, названих іменем цього архангела.

## Історія
Закладений у Миколаєві на стапелі Спаського адміралтейства 28 серпня 1838 року, головний будівник — капітан корпусу корабельних інженерів О. С. Акімов. Після спуску на воду 11 листопада 1839 року перейшов до Севастополя і увійшов до складу Чорноморського флоту Російської імперії.
У 1842 і 1843 роках у складі ескадр Чорноморського флоту брав участь у практичних плаваннях у Чорному морі. Під час військової кампанії Російської імперії у 1843 році брав участь у тривалій операції з перекидання військ в нещодавно завойовані укріплення на Кавказі, захоплені під час російсько-турецької війни 1828—1829 роках. В червні перебував у складі ескадри, що перевозила війська 13-ї дивізії із Севастополя до Одеси, а в серпні—вересні — назад до Севастополя.
У 1843, 1844 і 1845 роках знову перебував у практичних плаваннях у тому ж морі. Під час військової кампанії 1847 року не тільки брав участь у практичних плаваннях, а й знову брав участь у перекиданні військ 13-ї дивізії з Одеси до Севастополя. Кампанії 1852 і 1853 років корабель укотре провів у практичних плаваннях, зокрема 16 і 29 липня 1853 року брав участь у навчальних боях, а 12 серпня стояв на рейді у складі оборонного корабля під час навчальної атаки флоту з моря на Севастопольський рейд.
Брав участь у Кримській війні. У грудні 1853 року перебував на рейді в бойовій готовності, а 13 вересня був введений у док для тимберування. Під час кампанії наступного 1854 року був виведений з дока і протягом жовтня майже щодня обстрілював ворожі батареї.
5 листопада 1854 року корабель був затоплений біля входу на Севастопольський рейд на місці затоплення корабля «Силістрія», який було затоплено 11 вересня, проте до моменту затоплення «Гавриїла» був зруйнований штормом. Після війни під час розчищення Севастопольської бухти корпус корабля було підірвано.

## Командири
- О. Д. Кузнєцов (1839—1840);
- М. Ф. Метлін (1841—1849);
- М. Ф. Юрковський (1850—1853);
- К. А. Леонтьєв (10 лютого — 24 березня 1854);
- О. П. Спіцин (24 березня 1854 — 1854);
- М. Й. Вікорст (1854).